# Chioma Onyekwere
Chioma Chukwujindu Onyekwere, detta CiCi (Lansing, 28 giugno 1994), è una discobola nigeriana con cittadinanza statunitense.

## Biografia
Nata negli Stati Uniti da una famiglia di emigrati nigeriani, cresce nel paese dei genitori per poi ritornare definitivamente negli Stati Uniti nel 2002 con tutta la famiglia e stanziarsi a Fairfax. Nel paese dell'America settentrionale inizia la pratica atletica che la porta ad i successi durante gli anni di iscrizione all'Università del Maryland CP. Compete internazionalmente per la Nigeria dal 2016, anno in cui ha vinto due medaglie di bronzo ai campionati africani di Durban.

## Palmarès
| Anno | Manifestazione          | Sede         | Evento           | Risultato | Prestazione | Note                                     |
| ---- | ----------------------- | ------------ | ---------------- | --------- | ----------- | ---------------------------------------- |
| 2016 | Campionati africani     | Durban       | Getto del peso   | Bronzo    | 15,71 m     |                                          |
| 2016 | Campionati africani     | Durban       | Lancio del disco | Bronzo    | 53,91 m     |                                          |
| 2018 | Campionati africani     | Asaba        | Lancio del disco | Oro       | 58,09 m     |                                          |
| 2019 | Giochi panafricani      | Rabat        | Lancio del disco | Oro       | 59,91 m     | Record dei Giochi                        |
| 2019 | Mondiali                | Doha         | Lancio del disco | 13ª (q)   | 61,38 m     | Miglior prestazione personale            |
| 2022 | Campionati africani     | Saint Pierre | Lancio del disco | Oro       | 58,19 m     |                                          |
| 2022 | Mondiali                | Eugene       | Lancio del disco | 21ª (q)   | 57,87 m     |                                          |
| 2022 | Giochi del Commonwealth | Birmingham   | Lancio del disco | Oro       | 61,70 m     | Miglior prestazione personale stagionale |
| 2023 | Mondiali                | Budapest     | Lancio del disco | 21ª (q)   | 58,58 m     |                                          |
| 2024 | Giochi panafricani      | Accra        | Lancio del disco | Argento   | 58,03 m     |                                          |
| 2024 | Campionati africani     | Douala       | Lancio del disco | Bronzo    | 57,93 m     |                                          |
| 2024 | Giochi olimpici         | Parigi       | Lancio del disco | 21ª (q)   | 60,78 m     |                                          |

## Altre competizioni internazionali
2018
- 4ª in Coppa continentale ( Ostrava), lancio del disco - 56,68 m